# سيدي بوسعيد (معسكر)
سيدي بوسعيد بلدية تابعة دائرة غريس ولاية معسكر تقع جنوب ولاية معسكر تبعد بحوالي 20 كلم تقع على ارتفاع 750 متر يقطنها حوالي 16000 نسمة